# East Riding of Yorkshire
East Riding of Yorkshire ("Riding"-ul (ținutul) de Est al Yorkshire-ului) este un comitat în nord-estul Angliei.

## Orașe
- Beverley
- Bridlington
- Driffield
- Goole
- Hedon
- Hessle
- Hornsea
- Howden
- Market Weighton
- Pocklington
- Withernsea

1. ↑  „East Riding of Yorkshire”, Gemeinsame Normdatei, accesat în 21 iunie 2023
2. ↑   http://ons.maps.arcgis.com/home/item.html?id=a79de233ad254a6d9f76298e666abb2b Lipsește sau este vid: |title= (ajutor)